# Adonisea sara
Adonisea sara là một loài bướm đêm trong họ Noctuidae.